# Ardèche (rivière)
Pour les articles homonymes, voir Ardèche.
L’Ardèche (en occitan Ardecha) est une rivière du Sud de la France, affluent droit du Rhône. Elle a donné son nom au département qu’elle arrose, mais son bassin versant concerne aussi les départements de la Lozère et du Gard.

## Hydronymie
Plusieurs inscriptions antiques concernant un collège de nautes de rivières associées ont été découvertes dans le Gard. Il est possible que les deux rivières concernent d’une part, l’Ardèche, d’autre part l’Ouvèze. L’identification de ces deux rivières est encore en suspens. Cependant, le développement suppose la rivière Ardèche.
La forme *Atrica IIe siècle restituée d'une abréviation de Nîmes n'offrirait pas de certitude, selon Deroy et Mulon, pour asseoir une étymologie plausible. L'hydronyme ancien peut s'écrire au IIIe siècle Entica ou Ertica, avec les dérivés Henticam flumen vers 950 ou encore Henticam fluvium vers 1137 rapportés par la Charta Vetus de l'église de Viviers,. Les formes Ardecha en 965 et encore Ardesca au XIIe siècle sont également attestées par la même vieille charte ou Charta Vetus,,.

## Géographie
De 125,1 km de longueur, elle prend sa source, à 1430 m d'altitude, dans le Vivarais, près du col de la Chavade, dans la forêt de Mazan sur le flan sud du Suchet (1467m), commune d’Astet. Après Aubenas et Ruoms, elle reçoit le Chassezac et La Beaume, puis s’enfonce à partir de Vallon-Pont-d’Arc dans les célèbres gorges qu’elle a creusées. Elle rejoint le Rhône en amont de Pont-Saint-Esprit.

### Régions, départements et principales communes traversés

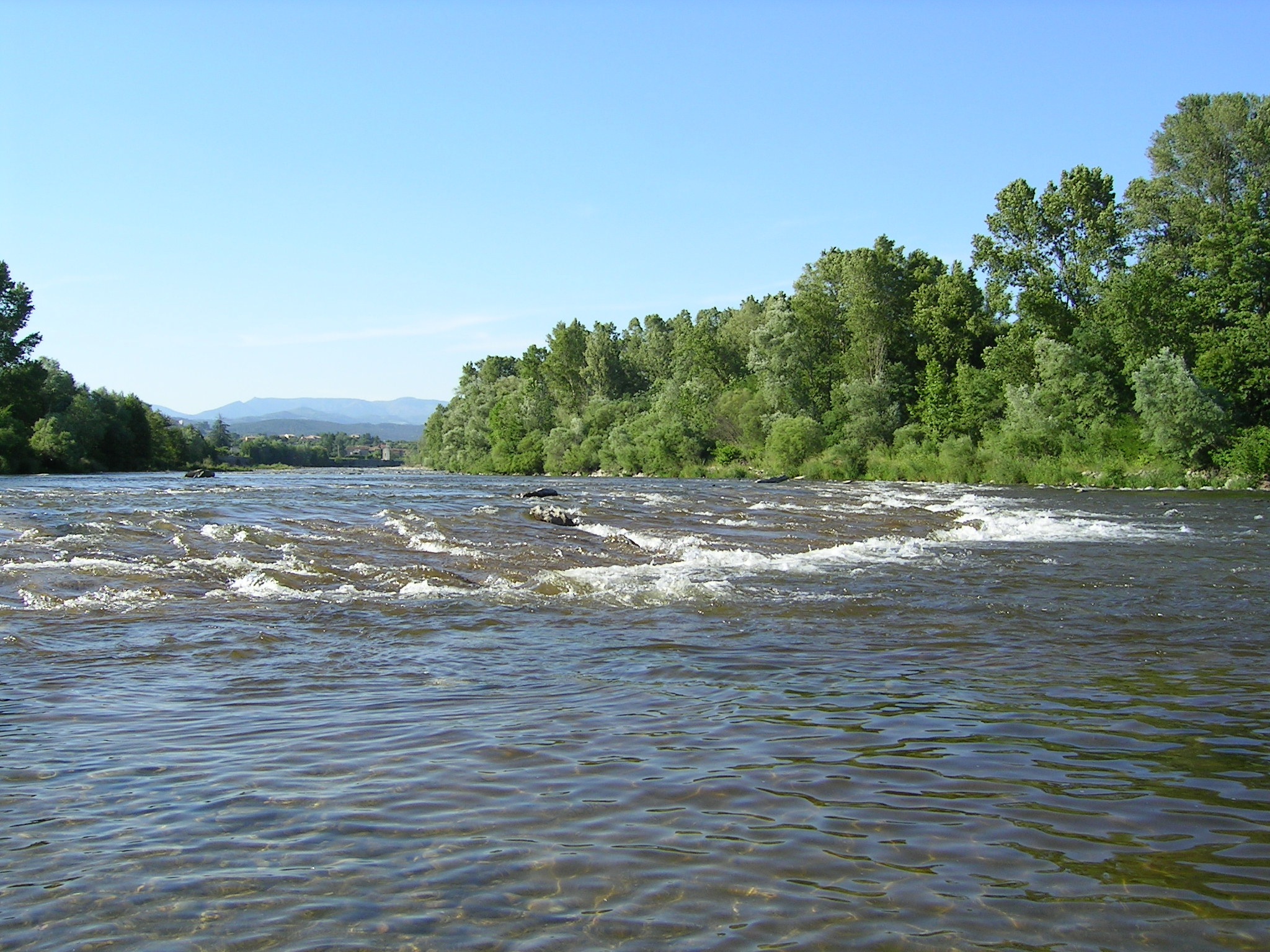
L'Ardèche près d'Aubenas.

Auvergne-Rhône-Alpes, Ardèche : 
Astet
Mayres
Barnas
Thueyts
Pont-de-Labeaume
Fabras
Lalevade-d'Ardèche
Vals-les-Bains
Labégude
Ucel
Aubenas
Saint-Privat
Saint-Didier-sous-Aubenas
Saint-Étienne-de-Fontbellon
Vogüé
Lanas
Saint-Maurice-d'Ardèche
Balazuc
Chauzon
Pradons
Ruoms
Labeaume
Saint-Alban-Auriolles
Sampzon
Vallon-Pont-d'Arc
Salavas
Labastide-de-Virac
Saint-Remèze
Saint-Martin-d'Ardèche
Saint-Just-d'Ardèche
Occitanie, Gard :
Aiguèze
Saint-Julien-de-Peyrolas (avant Saint-Just-d'Ardèche)
Saint-Paulet-de-Caisson (avant Saint-Just-d'Ardèche)
Pont-Saint-Esprit

## Principaux affluents et sous-affluents
| Rive gauche: - la Fontolière (rg), 20,9 km sur six communes avec vingt affluents. - la Volane - la Bézorgues - le Luol - Le Sandron - l'Auzon - La Claduègne - l'Ibie | Rive droite: - le Lignon - la Ligne - le Roubreau - la Lande - la Beaume - la Drobie - le Salindres, 7,8 km - le Chassezac - l’Altier - la Borne |

## Hydrologie
Son débit moyen est de 65 m3/s, mais la rivière connaît des crues violentes, appelées « coups de l'Ardèche », au printemps et à l’automne et des périodes de très basses eaux en été. Lors de crues exceptionnelles, comme en 1827, 1890 et 1924, elle peut atteindre 7 800 m3/s et son niveau monter à la cote record de 21,4 mètres dans les gorges. De plus ces montées d'eau peuvent être excessivement rapides. L’Ardèche est la rivière la plus surveillée du département.
Malgré la longueur modeste de son cours (125 kilomètres), le débit de l'Ardèche (65 m3/s) est relativement élevé. Il est à noter qu'il est supérieur à ceux du Gardon (32 m3/s pour 127 km), de la Cèze (22 m3/s pour 128 km), de l'Hérault (44 m3/s pour 160 km), de L'Aveyron (57 m3/s pour 290 km), ou encore de l'Agout (55 m3/s pour 194 km), importants cours d'eau du sud du Massif central pourtant plus longs.
L'Ardèche reçoit les eaux de la Loire par l'intermédiaire du barrage de La Palisse et du lac d'Issarlès. Ces eaux sont prélevées grâce à des galeries souterraines pour alimenter la centrale hydroélectrique EDF de Montpezat-sous-Bauzon ; elles sont ensuite déversées dans La Fontaulière, affluent de l'Ardèche, à Meyras, en amont d'Aubenas. Cet aménagement détourne de la Loire 7,4 m3/s sur son débit.
Le bassin de l'Ardèche a la particularité d'être frontalier avec ceux de la Loire, de l'Allier, du Lot et du Tarn (par le Chassezac et l'Altier  ). L'Ardèche est donc le seul affluent direct du Rhône à avoir son bassin versant frontalier avec ceux de la Loire et de la Garonne.
Son bassin versant s'étend jusqu'aux communes de Pont de Montvert, Cubières et Chasseradès, qui sont les communes respectives des sources du Tarn, Lot et Allier.

### Débits de l'Ardèche à Saint-Martin-d'Ardèche

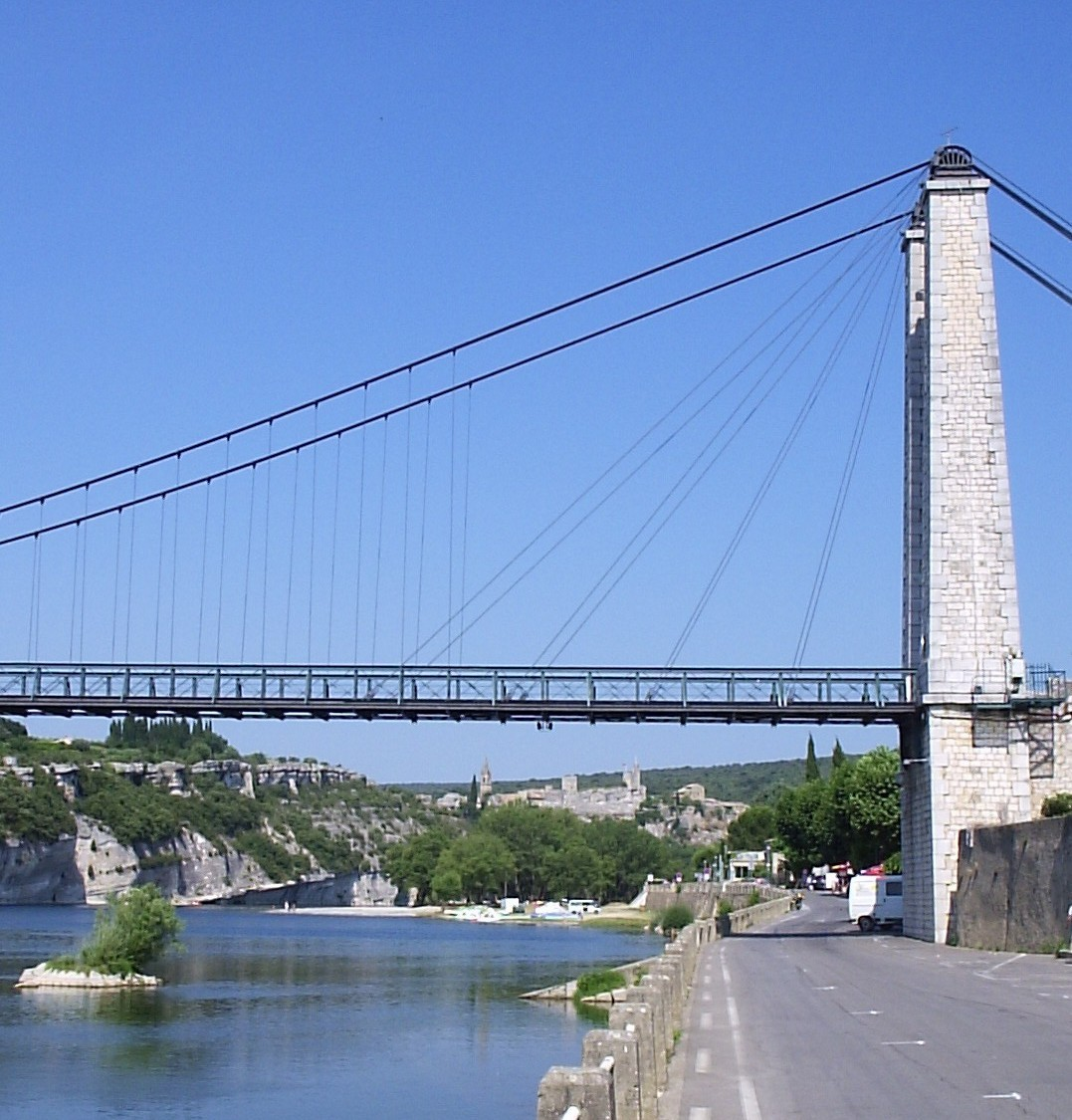
Pont suspendu sur l’Ardèche à Saint-Martin-d’Ardèche.

Le débit moyen inter-annuel de l’Ardèche a été observé et calculé sur une période de 26 ans à Saint-Martin-d'Ardèche. Il se monte à 63,4 m3/s pour une surface de bassin de 2 240 km2, soit la très grande majorité de son bassin versant (2 430 km2).
La rivière présente des fluctuations saisonnières de débit typiques du régime cévenol, avec des hautes eaux d’automne et d’hiver à double sommet, portant le débit mensuel moyen au premier sommet de 93 m3/s en octobre, puis après une chute à 76 m3/s en décembre, un nouveau sommet allant de 96 à 102 m3/s en janvier-mars (avec un maximum en janvier). S’ensuit une baisse rapide des débits, se terminant en une période d’étiage en juillet-août entraînant une baisse du débit moyen mensuel jusqu'au niveau de 12 m3/s au mois de juillet.

### Étiage ou basses eaux
Le VCN3 peut chuter jusque 2,5 m3/s, en cas de période décennale sèche.

### Crues

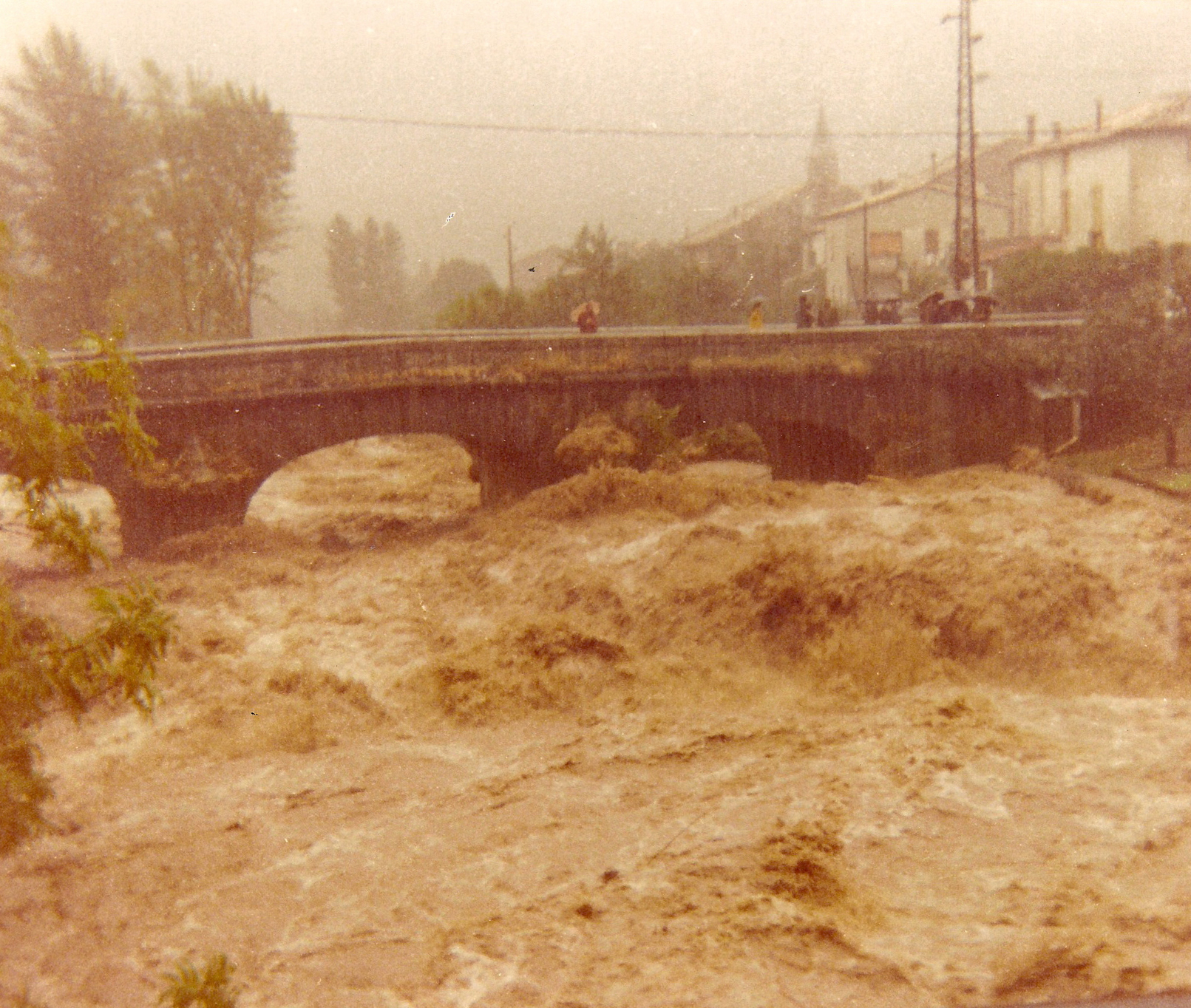
Crue de l'Ardèche, le 20 septembre 1980 à Mayres.

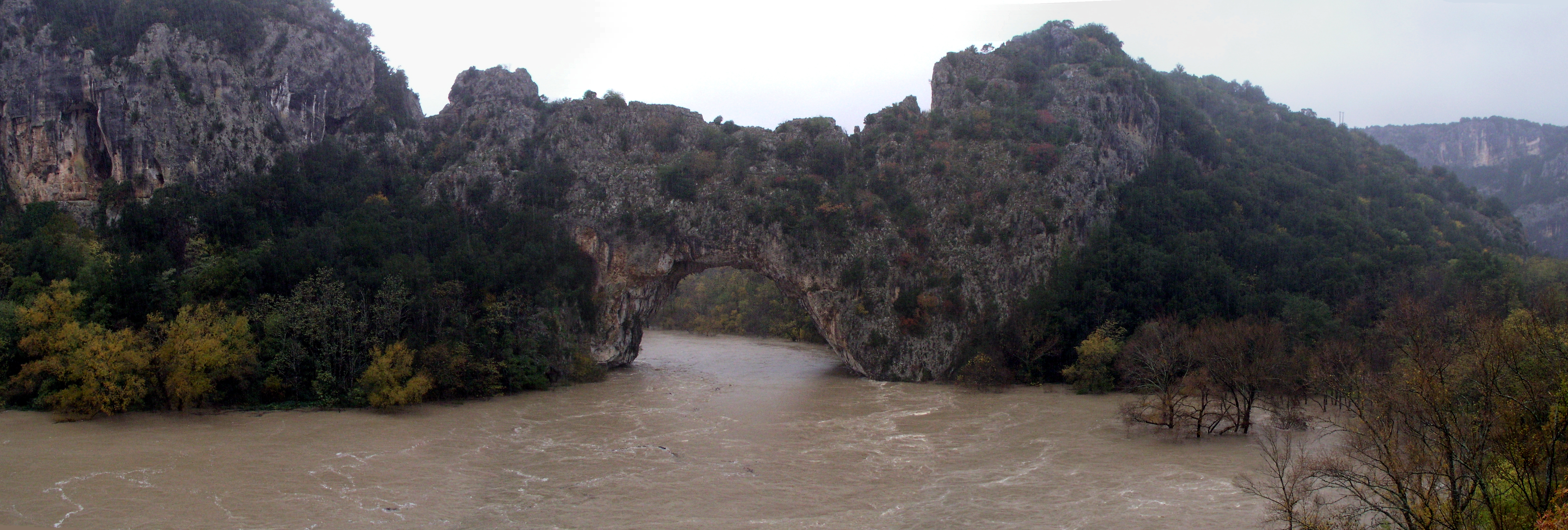
L'Ardèche en crue au pont d'Arc le 17 novembre 2006.

Les crues peuvent être extrêmement importantes (généralement à la suite des orages cévenols). En effet, le QIX 2 et le QIX 5 valent respectivement 1 800 m3/s et 2 600 m3/s, ce qui est élevé. Le QIX 10 est de 3 100 m3/s, tandis que les QIX 20 et QIX 50 montent respectivement à 3 600 m3/s et 4 300 m3/s.

Le débit maximal instantané enregistré à Saint-Martin-d’Ardèche est de 4 500 m3/s (les deux tiers du débit moyen du Danube), tandis que le débit maximal journalier vaut 2 506 m3/s.

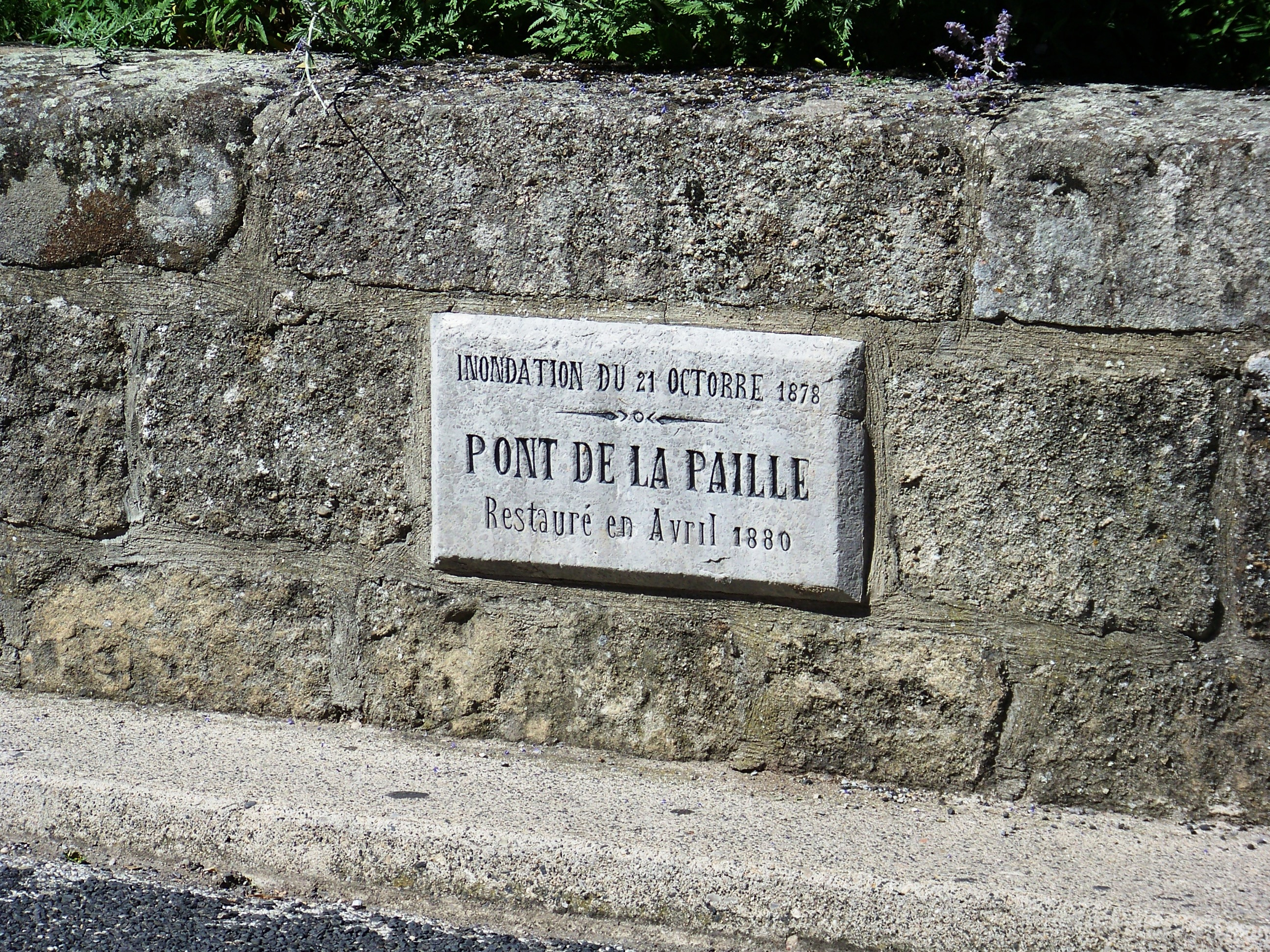
Plaque en mémoire de la crue de 1878 à Largentière.

### Lame d'eau et débit spécifique
La lame d'eau écoulée dans le bassin versant de la rivière est de 897 millimètres annuellement, ce qui est très élevé. Le débit spécifique (Qsp) atteint 28,3 litres par seconde et par kilomètre carré de bassin.

### Débits des cours d’eau du bassin de l’Ardèche
| Cours d'eau   | Localité                | Débits en m3/s | Débits en m3/s | Débits en m3/s | Débits en m3/s | Débits en m3/s | Débits en m3/s | Débits en m3/s | Côte max(m) | Max. instant. | Max. journ. | Lame d'eau (mm) | Surface (km2) |
| Cours d'eau   | Localité                | Module         | VCN3 (étiage)  | QIX 2          | QIX 5          | QIX 10         | QIX 20         | QIX 50         | Côte max(m) | Max. instant. | Max. journ. | Lame d'eau (mm) | Surface (km2) |
| ------------- | ----------------------- | -------------- | -------------- | -------------- | -------------- | -------------- | -------------- | -------------- | ----------- | ------------- | ----------- | --------------- | ------------- |
|               |                         |                |                |                |                |                |                |                |             |               |             |                 |               |
| Ardèche       | Meyras                  | 3,52           | 0,090          | 150            | 230            | 280            | 330            | -              | 4,09        | 360           | 157         | 1 092           | 102           |
| Ardèche       | Pont-de-Labeaume        | 16,30          | 0,550          | 400            | 590            | 710            | 830            | 980            | 7,00        | 1660          | 531         | 1 840           | 280           |
| Ardèche       | Vogüé                   | 26,00          | 1,100          | 730            | 1100           | 1400           | 1600           | 1900           | 7,81        | 2200          | 890         | 1294            | 636           |
| Ligne         | Labeaume                | 2,07           | 0,002          | 170            | 300            | 390            | 480            | -              | 4,14        | 622           | 162         | 586             | 112           |
| Beaume        | Saint-Alban-Auriolles   | 7,56           | 0,230          | 270            | 430            | 540            | 640            | -              | 5,73        | 683           | 348         | 994             | 241           |
| Chassezac     | Chambonas               | 15,50          | 0,820          | 550            | 900            | 1100           | 1300           | 1600           | -           | 1800          | 878         | 965             | 507           |
| - dont Borne  | Saint-Laurent-les-Bains | 2,69           | 0,075          | 110            | 180            | 230            | 270            | 330            | -           | 694           | 174         | 1357            | 63            |
| - dont Altier | Altier                  | 3,44           | 0,130          | 120            | 210            | 270            | 330            | 400            | 3,12        | 960           | 190         | 1056            | 103           |
| Ardèche       | Saint-Martin-d'Ardèche  | 64,30          | 2,700          | 1800           | 2600           | 3100           | 3600           | 4300           | 8,12        | 4500          | 2510        | 908             | 2 240         |
|               |                         |                |                |                |                |                |                |                |             |               |             |                 |               |

### Serveur vocal
La préfecture de l’Ardèche a mis en service depuis le mois de juin 2005, un serveur vocal dont l'objectif est de diffuser régulièrement des messages d’information afin de permettre le suivi de tout événement grave de sécurité civile ayant déclenché une cellule de crise/veille. Informations précises sur l’évolution des crues.

## Sites touristiques
- Les gorges de l'Ardèche ;
- La grotte Chauvet-Pont-d'Arc ;
- L'aven grotte de la Forestière ;
- L'aven d'Orgnac.

## Protections environnementales
L'Ardèche est protégée sur la totalité de son cours, par des zones de protection de différents types. Elle rencontre, de sa source à sa confluence :
- La ZNIEFF continentale de type 1 des « Sources de l’Ardèche »[10] comprend 388,49 hectares sur les communes d'Astet et de Mayres. Elle commence, pour ce qui concerne l'Ardèche proprement dite, à quelques dizaines de mètres en face de la mairie d'Astet[note 2] et cesse à la limite de commune d'Astet avec Mayres. Ceci ne couvre qu'environ 4,9 km du cours de la rivière (encore un ruisseau à ce stade), mais la zone s'étend à quelques ruisseaux affluents : tout le versant ouest de la vallée du ruisseau de Paillayre[11] et les vallées des affluents de ce dernier, le tout dans la forêt domaniale de la Chavade : le ravin de l'Auradou qui réunit le ruisseau du Pendu[12] au ruisseau de Peyrol[13], tous deux encadrant le Ranc de Peyrol (1 470 m d'altitude) au sud et au nord respectivement ; le ravin du ruisseau de Téouleyre ; le ravin de Valadas venant du flanc ouest de l'Usclade (1 496 m d'altitude), ravin dont le ruisseau remonte jusqu'entre le Suc de l'Auradou au sud et l'Usclade au nord. La ZNIEFF inclut enfin aussi deux ravins sur le flanc nord de l'Usclade, dont l'un porte le ruisseau de Pierne[14].
- La réserve biologique intégrale des « Sources de l'Ardèche »[15] est un espace protégé et géré Natura 2000 d'environ 441 hectares créé en 2014.
- La ZNIEFF continentale de type 2 de l'« Ensemble fonctionnel formé par l’Ardèche et ses affluents (Ligne, Baume, Drobie, Chassezac…) »[16], soit 22 630,21 hectares, concerne 61 communes et vise la rivière Ardèche, ses milieux annexes et ses principaux affluents dont la Ligne, la Baume, la Drobie, le Chassezac. Pour l'Ardèche, cette ZNIEFF commence au pont de la D578bis partagé entre les communes d'Ucel et Aubenas et va jusqu'à sa confluence avec le Rhône.

C'est une zone importante, voire essentielle, en tant que zone de passages et d'échanges entre les Cévennes et le piémont méditerranéen, zone d'échange avec le Rhône pour les poissons, corridor écologique fluvial, et zone d'alimentation ou de reproduction pour de nombreuses espèces en plus de celles citées ici. Par ailleurs certaines espèces comme les aigles nécessitent un large territoire.
La basse vallée de l'Ardèche est un rare milieu aquatique dont le fonctionnement n'est pas ou peu altéré. Elle faisait autrefois partie du domaine vital des poissons migrateurs rhodaniens et quelques frayères sont encore utilisées par l'Alose feinte (Alosa agone), espèce maritime classée vulnérable et qui remonte ici par le Rhône pour sa reproduction. Le Schéma Directeur d'Aménagement et de Gestion des Eaux du Bassin Rhône-Méditerranée-Corse tente de rétablir cette fonction de couloir de migration avec l'accent sur les axes Beaume-Chassezac et Ardèche-Rhône, et un intérêt particulier pour la présence d'espèces piscicoles rares ou endémiques du bassin rhodanien, comme l'apron du Rhône (Zingel asper), espèce endémique du bassin Rhône-Méditerranée-Corse et de quelques cours d'eau de Franche-Comté, en danger critique d'extinction.
Le bassin de la basse vallée de l'Ardèche abrite aussi la bouvière (Rhodeus sericeus, qui a une relation de parasitisme réciproque avec la moule d'eau douce), la lamproie de Planer (Lampetra planeri) et la toxostome (Chondrostoma toxostoma, espèce vulnérable), toutes trois espèces elles aussi protégées selon l'annexe II de la directive Habitat, l'annexe III de la convention de Berne et protégées sur l'ensemble du territoire français national.
On y trouve également l'écrevisse à pattes blanches (Austropotamobius pallipes), protégée au titre de la directive Habitat et de la "Protection des écrevisses autochtones sur le territoire français métropolitain, et de nombreuses d'insectes dont des espèces de libellules méditerranéennes très localisées dans la région comme le gomphus de Graslin (Gomphus graslinii, vulnérable), l'agrion bleuâtre (Coenagrion caerulescens), l'agrion blanchâtre (Platycnemis latipes, libellule inscrite sur les deux listes rouges de l'UICN mondiale et européenne), ou la cordulie splendide (Macromia splendens, libellule sur la liste rouge de l'UICN et protégée selon les annexes II et IV de la directive Habitat, l'annexe II de la convention de Berne, et l'article II de la liste des insectes protégés sur l'ensemble du territoire). Parmi les insectes présents on compte aussi la magicienne dentelée (Saga pedo, une sauterelle) et la cétoine bleue (Eupotosia mirifica, un scarabée).
D'autres résidents notables sont des reptiles et batraciens avec le seps tridactyle (Chalcides chalcides, un petit saurien aux pattes très atrophiées), le lézard ocellé (Timon lepidus, quasi menacé), la coronelle lisse (Coronella austriaca, un serpent), le pélobate cultripède (Pelobates cultripes, un batracien), la rainette méridionale (Hyla meridionalis), l'aigle botté (Hieraaetus pennatus) et l'aigle de Bonelli (Aquila fasciata), l'hirondelle rousseline (Cecropis rufula), voire le percnoptère d'Egypte (Neophron percnopterus, un vautour encore récemment nicheur), de nombreux chiroptères dont le minioptère de Schreibers (Miniopterus schreibersii, une chauve-souris), le castor d'Europe (Castor fiber) et la loutre (Lutra lutra).
Le ciste de Pouzolz (Cistus pouzolzii, protégé sur tout le territoire français métropolitain) et l'œillet du granite (Dianthus graniticus, famille des Dianthus) sont parmi les espèces végétales déterminantes de cette zone.
Cette ZNIEFF inclut le Goule de Foussoubie près de Labastide-de-Virac, un réseau karstique de plus de 23 km de galeries pour une dénivellation de 135 m, situé sur les communes de Vagnas, Labastide-de-Virac et Salavas. Ce karst est de type méditerranéen, creusé dans les calcaires ou les dolomies, de formation ancienne et caractérisé par des phénomènes de dissolution plutôt lents. La faune associée est remarquable et dans certains cas unique : on y trouve un crustacé dépigmenté connu ici dans seulement deux grottes dont celle de la Dragonnière ; un amphipode endémique connu seulement à la grotte du Colombier ; et des espèces endémiques du sud-est du Massif central, dont un coléoptère inféodé au milieu souterrain superficiel dans les zones spécialement humides.
Un autre élément déterminant de cette ZNIEFF est la nappe phréatique qu'elle inclut, qui elle-même abrite des espèces remarquables dont des invertébrés aquatiques aveugles et dépigmentés. La famille des Hydrobiidae, petits gastéropodes aquatiques, est la plus nombreuse famille de mollusques continentaux en France et représente une centaine de taxons ; 45 % de ces espèces sont présentes dans les eaux souterraines et notamment les nappes.
- La ZNIEFF continentale de type 2 des « Hauts bassins de l’Allier et de l’Ardèche »[21] couvre le cours de l'Ardèche de sa source à la confluence du ruisseau du Prat Grand, entre Astet et le hameau de Conge sur la commune de Mayres.
- L'Ardèche passe dans le sud de la ZNIEFF continentale de type 2 des « Serres et adrets de la haute vallée de l’Ardèche »[22] au pont sur la N102 à Mayres, et en sort au pont de la Motte sur la N102 à Barnas (environ 4,4 km du cours d'eau). En aval, la rivière repasse rapidement dans cette ZNIEFF pour environ 500 m à partir du pont du Sigadou, en face du camping de Barnas.
- L'Ardèche passe dans le nord de la ZNIEFF continentale de type 1 des « « Serres » séparant la haute vallée de l'Ardèche et celle du Lignon »[23], à deux reprises : depuis la passerelle en amont de Conge au pont sur la N102 (commune de Mayres), et du pont de la Motte à Barnas jusqu'à la limite de communes entre Barnas et Thueyts.
- La ZNIEFF continentale de type 1 de la « Haute-vallée de l'Ardèche »[24] couvre le cours de l'Ardèche depuis le pont de Chaudons 900 m après la limite de communes entre Barnas et Thueyts, jusqu'à environ 220 m en aval du barrage du Gué d'Arlix sur les communes de Labégude au sud et Vals-les-Bains au nord (limitrophes de et en amont d'Ucel). Elle couvre aussi certains affluents de l'Ardèche sur ce parcours, dont le Brignon depuis Jaujac - mais curieusement pas la Fontolière, pourtant à peu près aussi longue que le Brignon.
- La ZNIEFF continentale de type 1 de la « Ripisylve et lit majeur de l'Ardèche »[25] comprend 278,41 hectares qui couvrent le lit de l'Ardèche depuis le pont de la D 578bis partagé entre les communes d'Ucel et Aubenas, jusqu'au pont de la Grand Rue à Vogüé.
- La ZNIEFF continentale de type 1 des « Vallées de l'Ardèche et de la Ligne aux environs de Ruoms »[26] concerne 1 152,58 hectares répartis sur onze communes ardéchoises[note 3]. Pour l'Ardèche, elle commence à Balazuc au pont sur la D 294 et se termine à Vallon-Pont-d'Arc au pont de Salavas sur la D 579, juste avant les gorges de l'Ardèche.
- La ZNIEFF continentale de type 1 des « Gorges de l'Ardèche »[27].
- La réserve naturelle nationale des « Gorges de l'Ardèche »[28], créée en 1980, couvre la vallée de l'Ardèche depuis la confluence du ruisseau de Tiourne à Vallon-Pont-d'Arc, jusqu'à l'entrée de Sauze à Saint-Martin-d'Ardèche (l'Ardèche y est partagée entre cette commune et celle d'Aiguèze).
- la vallée moyenne de l'Ardèche et ses affluents : site Natura 2000,
- La ZNIEFF continentale de type 1 de la « Basse-vallée de l'Ardèche »[29] est de 84,14 hectares, partagés entre les communes de Saint-Just-d'Ardèche et Saint-Martin-d'Ardèche.
- La commune est incluse dans la zone spéciale de conservation (ZSC) de la « Basse Ardèche urgonienne »[30], soit 6 865 hectares sur 19 communes pour ce site d'intérêt communautaire (SIC) selon la directive Habitat, répartis pour 11 % de cette surface dans le Gard et pour 89 % en Ardèche[note 4].
- La zone de protection spéciale (ZPS) de « Basse Ardèche »[31], un site d'intérêt communautaire (SIC) selon la directive Oiseaux, couvre 6 059 hectares répartis sur douze communes[note 5]. L'Ardèche y coule pendant environ 26 km et inclut entièrement les gorges de l'Ardèche. La ZPS commence à peu près à 100 m en amont de la grotte de la Chaire (commune de Salavas, en rive droite), à la hauteur du hameau de Mézelet (commune de Vallon-Pont-d'Arc), l'Ardèche étant partagée là entre ces deux communes. Elle sort de cette ZPS à Sauze où elle est aussi partagée, entre les communes d'Aiguèze (Gard) et Saint-Martin-d'Ardèche (Ardèche), un peu plus de 200 m en aval de la grotte d'Argent.
- Elle fait partie du parc naturel régional des « Monts d'Ardèche »[32] jusqu'à Ucel (limitrophe d'Aubenas en amont).

## Galerie

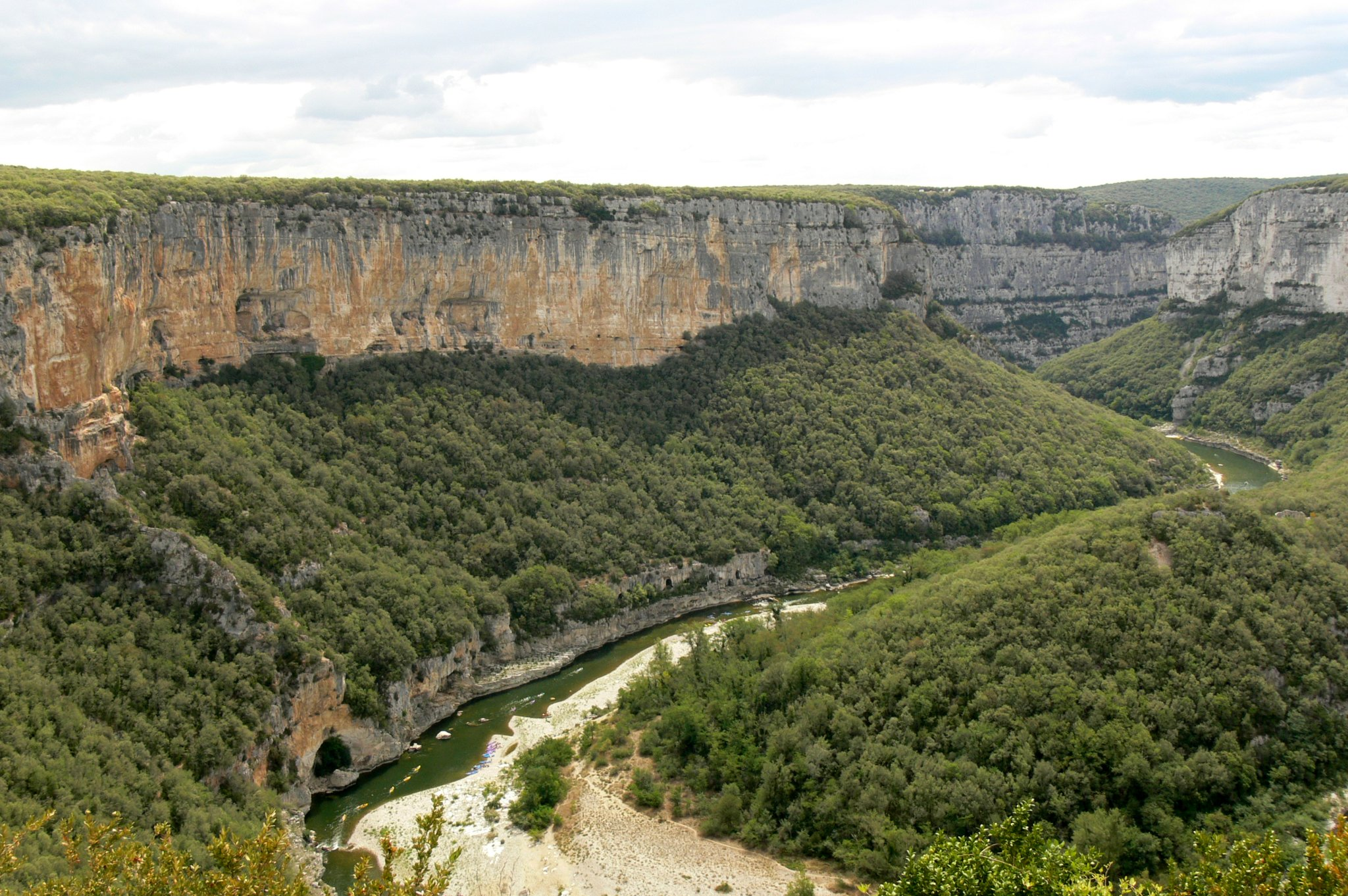
Vue des gorges de l'Ardèche, vers le cirque de la Madeleine.
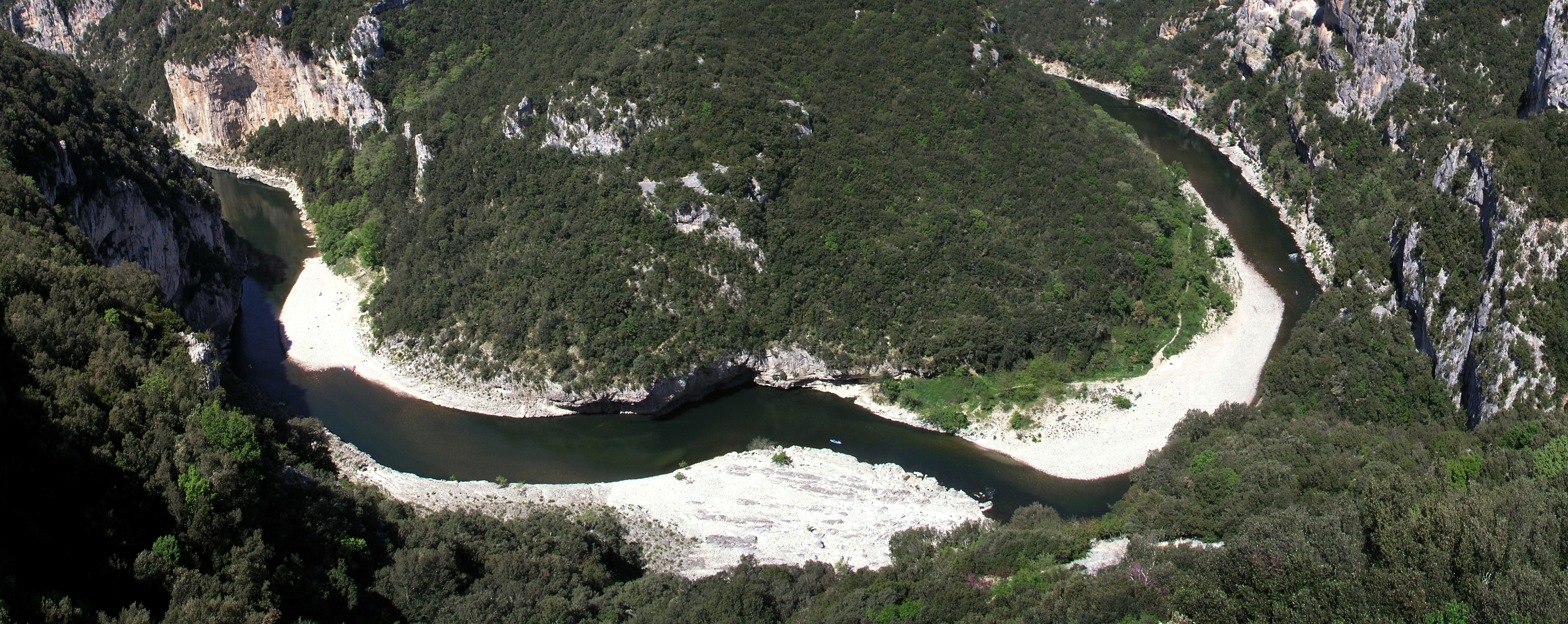
Vue sur l'Ardèche et le Pigeonnier depuis un belvédère des gorges, Saint-Remèze.
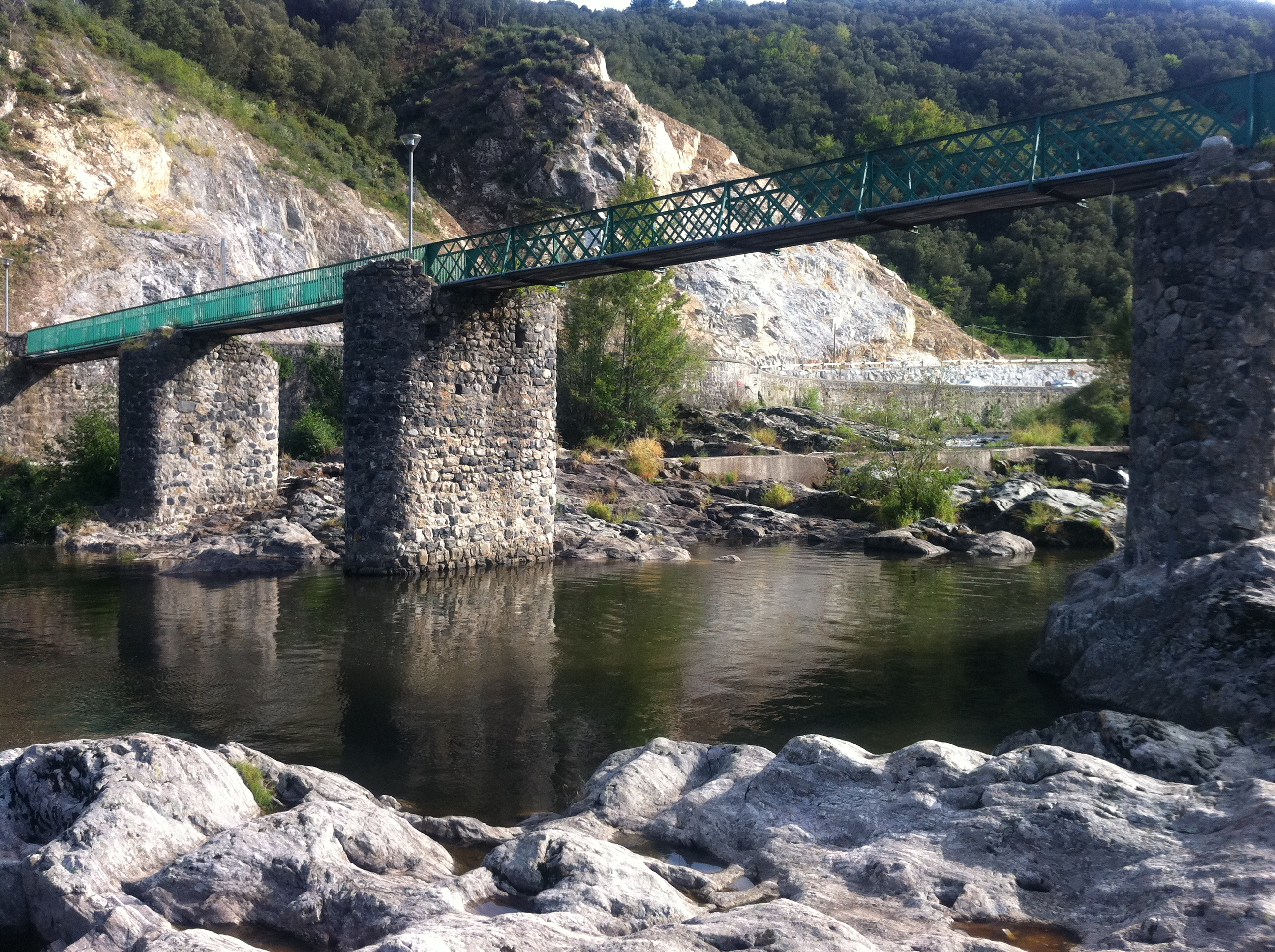
La passerelle de Baysan entre Pont-de-Labeaume et Lalevade.
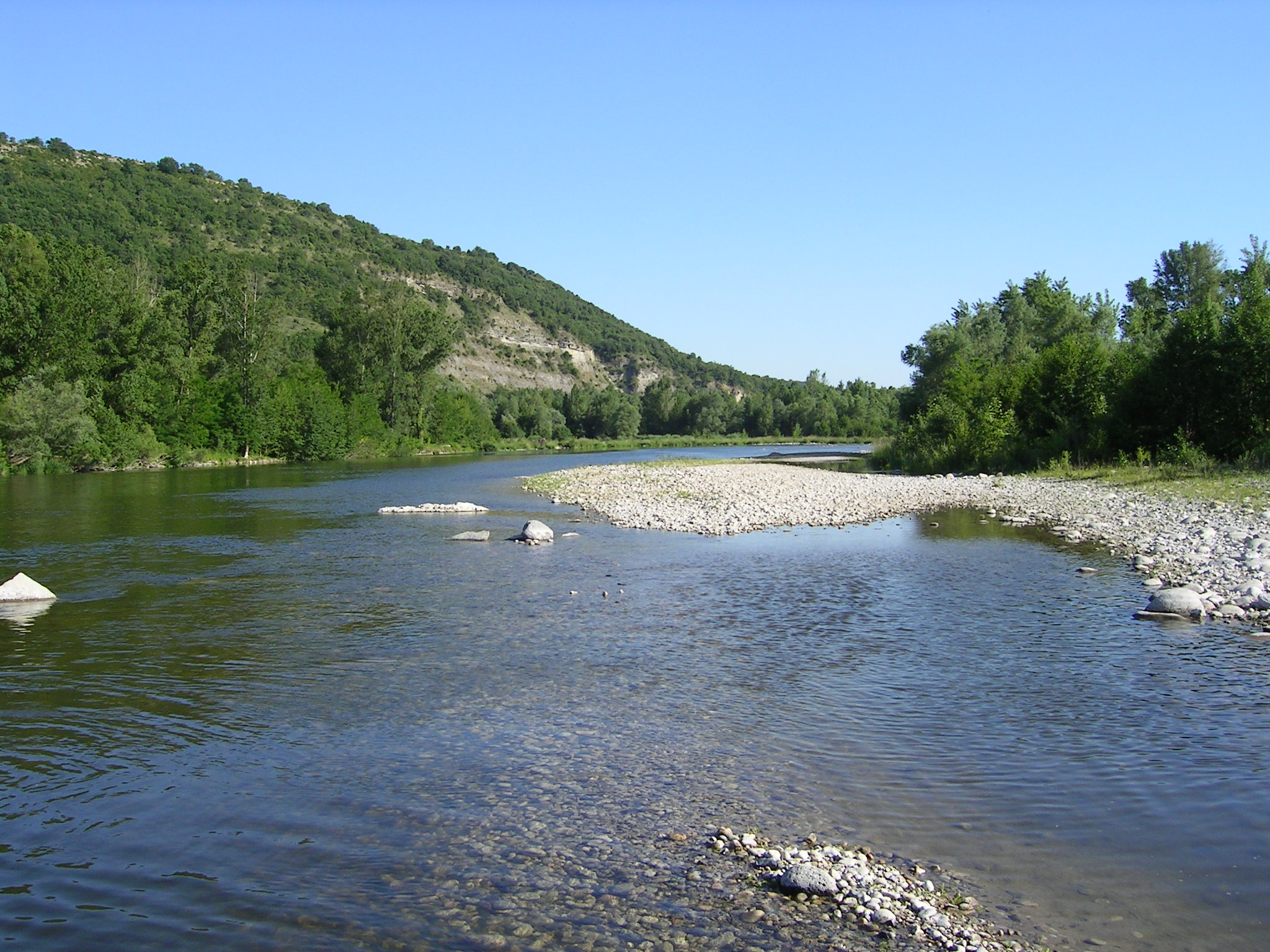
L'Ardèche près d’Aubenas.
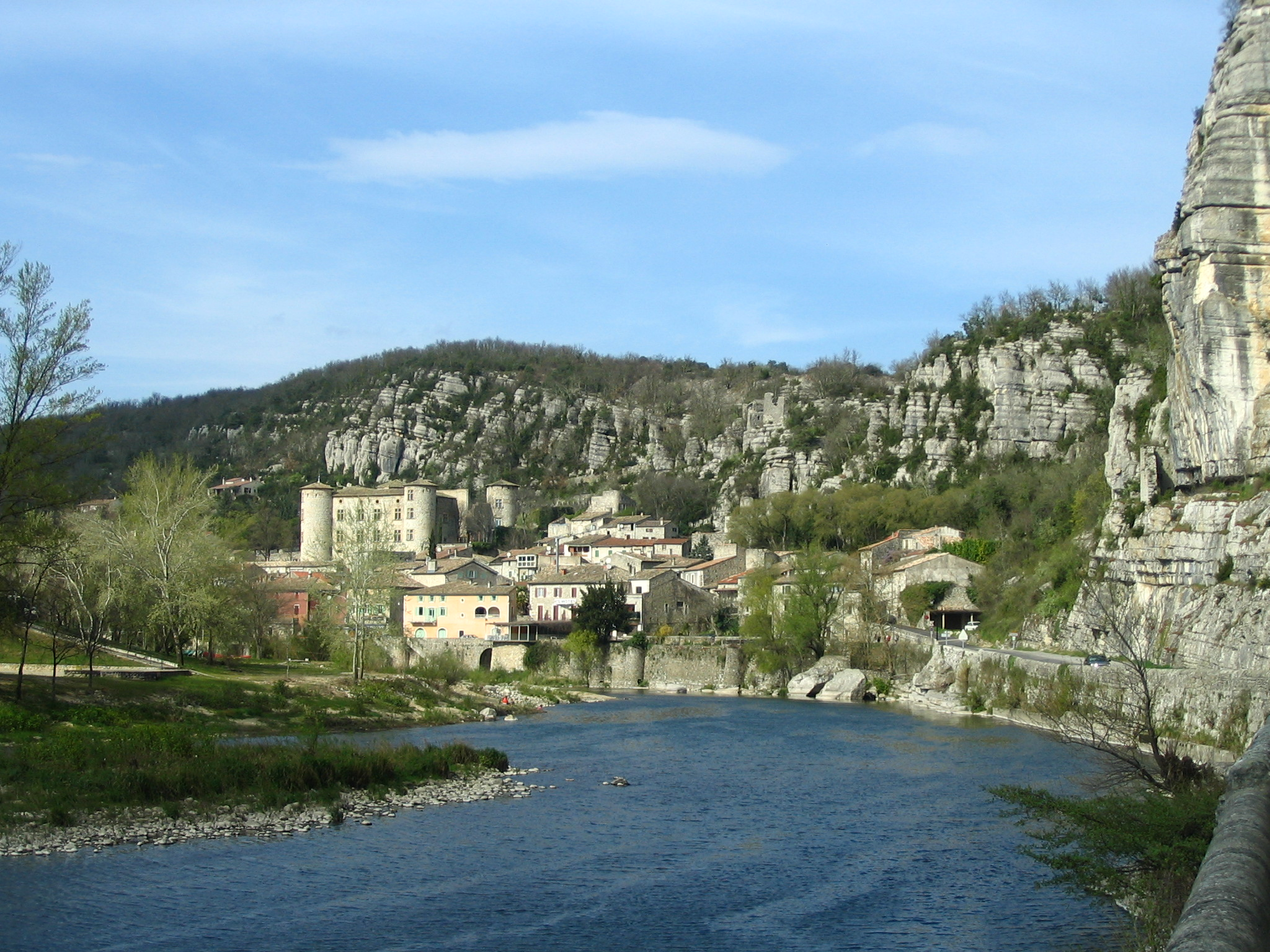
L'Ardèche à Vogüé.
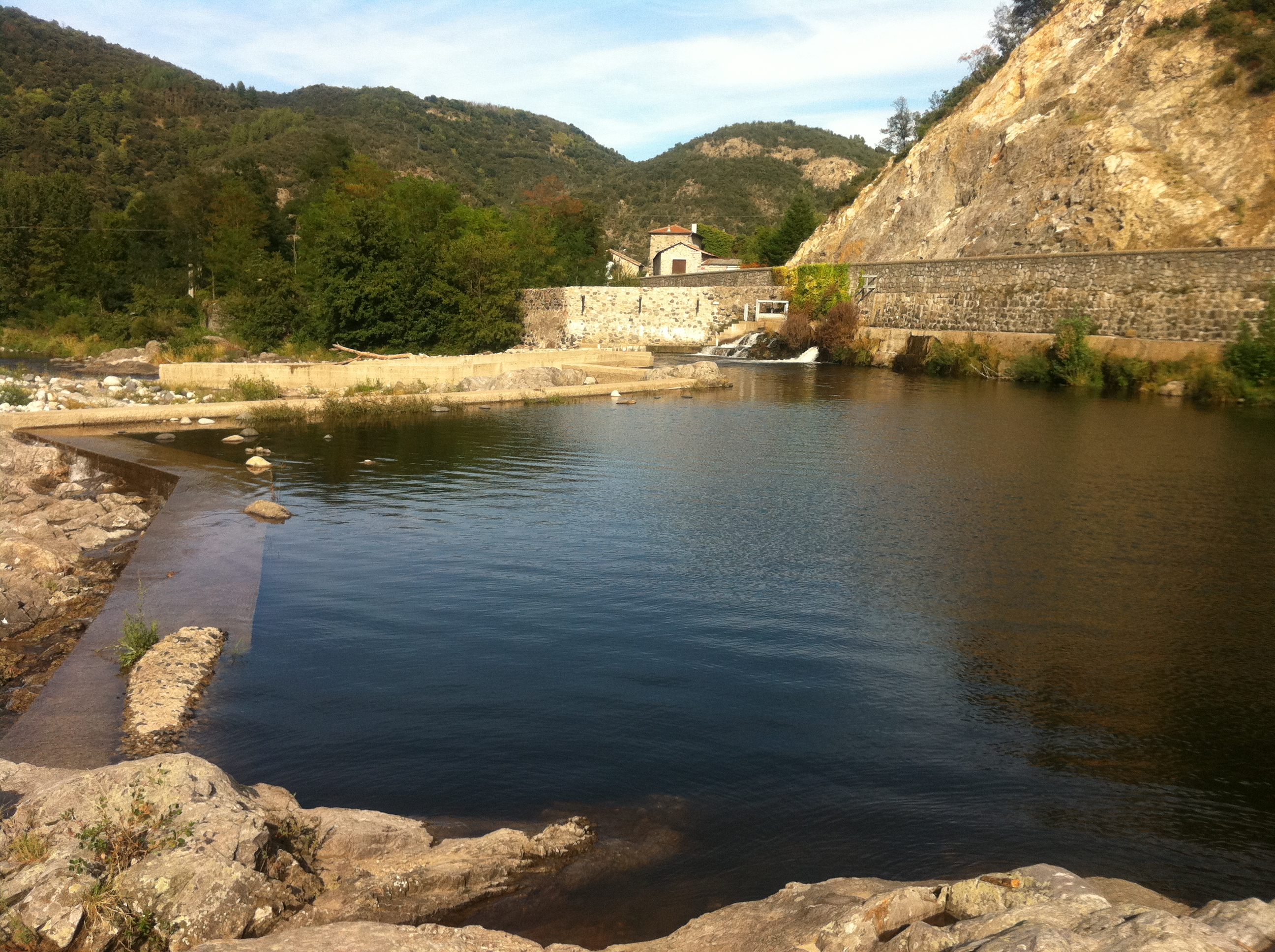
Barrage sur l'Ardèche, entre Lalevade et Vals-les-Bains.